# Молостов Іван Федорович
Іва́н Фе́дорович Мо́лостов (24 лютого 1899 , Моршанський повітd, Тамбовська губернія, Російська імперія  — невідомо ) — український радянський діяч. Депутат Верховної Ради УРСР 1-го скликання (1938–1947).

## Біографія
Народився 24 лютого 1899 року в бідній селянській родині в селі Парський Кут (рос. Парский Угол), тепер Моршанський район, Тамбовська область, Росія.
1913 року переїхав на Донбас, де працював на шахтах Криндачівських рудників. 1917 року вступив до загону Червоної гвардії, з 1918 року — у Червоній армії.
Після демобілізації з 1923 року — кріпильник та зарубник на Хрустальському рудоуправлінні, з 1929 року — на профспілковій роботі. 
Член ВКП(б) з 1932 року.
У 1933–1936 роках — наваловідбійник на шахтах № 6 та 16-біс імені газети «Известия» тресту «Донбасантрацит» Краснолуцького району Донецької області. У 1936–1938 роках — інструктор методів соціалістичної праці тресту «Донбасвугілля» Донецької області.
З 1938 року — завідувач шахти № 22/53 тресту «Боково-Антрацит» Ворошиловградської області.
26 червня 1938 року обраний депутатом Верховної Ради УРСР 1-го скликання по Боково-Антрацитівській виборчій окрузі № 302 Ворошиловградської області.
У 1940–1941 роках — інструктор стахановських методів праці, управляючий тресту «Донбасантрацит».
Під час німецько-радянської війни — у лавах Червоної армії до березня 1943 року.
У березні — жовтні 1943 року — начальник Лобовського шахтоуправління «Фрунзевугілля».
У жовтні 1943 — березні 1944 року — начальник шахтоуправління шахти «Сталінський забій» тресту «Донбасантрацит».
З 17 березня 1944 року — начальник будівництва шахт № 16-біс імені газети «Известия» та «Сталінський забій».
Станом на березень 1945 року — начальник управління дрібних шахт тресту «Донбасантрацит», місто Красний Луч, тепер місто Хрустальний, Луганська область, Україна.

## Нагороди
- орден Леніна (8.12.1935)
- орден «Знак Пошани» (17.02.1939)